# Ziad Jarrah
Ziad Samir Jarrah (Arabisch: زياد سمير جراح, Ziyād Samīr Ǧarrāḥ) (Beiroet, 11 mei 1975 - Shanksville, 11 september 2001) was lid van al-Qaeda en een van de kapers van de aanslagen van 11 september. Bij de kaping van United Airlines vlucht 93, nam hij de besturing over tot de Boeing 757 om 10.03 uur plaatselijke tijd neerstortte bij Shanksville, Pennsylvania na een ingreep door de passagiers.
Na in een welvarend en seculier milieu te zijn opgegroeid, verhuisde hij in 1996 naar Duitsland. Hij raakte betrokken bij de voorbereiding van de aanslagen terwijl hij aan de Technische Universiteit van Hamburg een opleiding volgde. Hij ontmoette er Mohammed Atta, Marwan al-Shehhi en Ramzi bin al-Shibh en vormden in 1998 wat later de Hamburg cel wordt genoemd. Jarrah werd in 1999 door Osama bin Laden gerekruteerd voor de aanslagen. Als enige van de kapers was hij close met zijn familie en vriendin. Hij was de enige die twijfels had over de aanslagen.
Jarrah kwam in juni 2000 in de Verenigde Staten aan, waar hij tot januari 2001 een training volgde aan het Florida Flight Training Center.
Op 7 september 2001 vloog hij van Fort Lauderdale, Florida naar Newark. Op 11 september ging hij aan boord van United Airlines vlucht 93, en kaapte het vliegtuig samen met drie anderen. Vermoedelijk trad Jarrah daarbij op als piloot. Zij probeerden het vliegtuig vermoedelijk op het Capitool te laten neerstorten, wat mislukte door een opstand van de passagiers.

## Jeugd en opleiding
Jarrah werd geboren in Beiroet, Libanon, in een welgesteld gezin. Hij groeide op in het moslim-deel van de stad, Tarik Jdideh, en ging daar naar de lagere en middelbare school. Zijn ouders waren in naam moslims maar hadden een seculiere leefwijze. In zijn jeugd wilde Jarrah piloot worden maar dat werd door zijn ouders ontmoedigd. "Ik weerhield hem ervan piloot te worden," vertelde zijn vader aan de Wall Street Journal een week na de aanslagen. "Ik heb maar één zoon en was bang dat hij zou neerstorten."
In het voorjaar van 1996 verhuisde hij met zijn neef Salim naar Duitsland. Ze volgden een cursus Duits aan de Universiteit van Greifswald, wat buitenlanders nodig hebben als ze in Duitsland willen studeren. Terwijl hij een appartement met zijn neef deelde bezocht hij disco's en beach parties en ging niet meer naar de moskee. In Greifswald ontmoette hij Aysel Şengün, een in Duitsland geboren vrouw van Turkse afkomst, die voor tandarts zou gaan studeren; de twee werden goede vrienden. Ze bleven de rest van zijn leven regelmatig afspreken en woonden korte tijd samen, wat zijn meer religieuze vrienden verontrustte.
In 1997 verliet Jarrah Greifswald en ging luchtvaarttechniek studeren aan de Fachhochschule in Hamburg. Daar begon hij zijn moslim-geloof weer meer te praktiseren en had daarover geregeld onenigheid met zijn vriendin, die inmiddels naar Bochum was verhuisd voor een studie tandheelkunde. Hij werd geleidelijk ook radicaler.
Het 9/11 Commission Report zegt dat Jarrah lid was van de Hamburg-cel, samen met Mohammed Atta en de anderen. Hij woonde echter niet bij een van de anderen. Er is met hen slechts één ontmoeting bekend: de bruiloft van Said Bahaji in de al-Quds moskee.

## Training in Afghanistan
Eind 1999 besloten Jarrah, Mohamed Atta, Marwan al-Shehhi, Said Bahaji en Ramzi bin al-Shibh naar Tsjetsjenië te reizen om tegen Russische soldaten te vechten. Khalid al-Masri en Mohamedou Ould Slahi wisten hen te overtuigen om in plaats daarvan naar Afghanistan te gaan om Osama bin Laden te ontmoeten en een training te volgen voor terroristische aanslagen. Hen werd gezegd dat ze op een zeer geheime missie zouden gaan; ze kregen de instructie om na de training naar Duitsland terug te keren en zich aan te melden bij een vliegschool. In oktober 1999 werd Ziad Jarrah gefilmd op de bruiloft van Said Bahaji, samen met andere kapers zoals Marwan al-Shehhi.
In 2006 werd een video ontdekt die een toen nog bebaarde Jarrah toonde samen met Mohammed Atta terwijl ze hun testament voorlazen. Niet lang daarna schoor Jarrah zijn baard af en begon zich volgens Şengün meer seculier te gedragen. Veel van de toekomstige kapers probeerden hun radicalisme te verbergen en niet op te vallen tussen de bevolking. Om zijn reizen naar Afghanistan te verdoezelen (om geen achterdocht te wekken op internationale luchthavens) meldde Jarrah in februari 2000 dat zijn paspoort was gestolen, hij kreeg een duplicaat zonder stempels, net als Atta en Shehhi een maand eerder.
Jarrah ging niet meer naar de hogeschool in Hamburg en oriënteerde zich op vliegscholen. Hij beweerde daarmee zijn jeugddroom te willen verwezenlijken. Na in verscheidene landen gezocht te hebben besloot hij dat de vliegscholen in Europa niet goed genoeg waren. Op advies van een jeugdvriend bereidde hij zich voor op vertrek naar de Verenigde Staten.

## In de Verenigde Staten
Jarrah ging in totaal zeven keer naar de Verenigde Staten, vaker dan enige andere kaper. Op 25 mei 2000 vroeg hij een toeristisch/zakelijk visum aan in Berlijn dat hij ook ontving. Op 27 juni 2000 ging hij voor het eerst naar de V.S. en arriveerde op Newark International Airport. Hij reisde door naar Florida waar hij zich inschreef bij het Florida Flight Training Center in Venice voor een fulltime cursus. Jarrah vroeg geen wijziging van zijn status aan, van toeristenvisum naar studentenvisum, waarmee hij de immigratieregels overtrad.
Jarrah volgde een vliegcursus van zes maanden, van juni 2000 tot januari 2001. Veel medecursisten herinneren hem als een vriendelijk en betrouwbaar persoon, af en toe dronk hij bier. Jarrah week af van de andere kapers omdat hij niet met hen samenwoonde, maar liever een woning deelde met een Duitse student, Thorsten Biermann. Biermann bemerkte bij Jarrah niet echt religieuze of politieke handelingen of gedragingen. Jarrah vloog af en toe terug naar Duitsland om zijn Turks-Duitse vriendin te bezoeken en belde of mailde haar bijna elke dag.
Jarrah verkreeg in augustus 2000 zijn brevet voor kleine vliegtuigen en begon later dat jaar aan de training voor grote toestellen. Hij vloog naar Beiroet voor een familiebezoek en aansluitend naar Şengün in Duitsland. Hij nam haar voor een 10-daags bezoek mee naar de V.S. en zij nam deel aan een vliegsessie met hem. Eind januari 2001 vloog hij opnieuw naar Beiroet om zijn zieke vader te bezoeken en daarna weer naar Duitsland. Eind februari keerde hij naar de V.S. terug. Zijn gedrag was duidelijk anders dan dat van de andere kapers die alle familie- en liefdesrelaties verbraken.
Op zijn terugweg naar de Verenigde Staten reisde hij via de Verenigde Arabische Emiraten waar hij op 30 januari 2001 op verzoek van de CIA werd ondervraagd door de autoriteiten.
Gezegd wordt dat hij toegaf naar Afghanistan en Pakistan te zijn geweest hoewel de CIA dit nadien heeft ontkend, het 9/11 Commission Report maakt er geen melding van.
Op 6 mei 2001 schreef hij zich in voor een lidmaatschap van 4 maanden bij een US1 Fitness Center in Dania Beach, Florida waar hij op het laatst ook gevechtstraining in kleine ruimtes had met Bert Rodriguez. Vermoed wordt dat ergens in die periode Ahmed al-Haznawi, die op 8 juni arriveerde, bij hem introk. Jarrah huurde een nieuw appartement in Lauderdale-by-the-Sea, Florida waarbij beiden een kopie van hun Duitse paspoort aan de verhuurder gaven, die hij later doorgaf aan de FBI.
Midden juli 2001 kwamen enkele kapers en leden van de Hamburg-cel bijeen in Salou, Spanje. Er leek in deze laatste fase wrijving over het complot te bestaan tussen Jarrah en Atta. Atta had tegenover Binalshibh geklaagd over zijn moeite om tot Jarrah door te dringen en zijn angst dat deze zich volledig zou terugtrekken. Op 25 juli vloog Jarrah enkele reis naar Duitsland en ontmoette opnieuw zijn vriendin, het was de laatste keer dat zij hem zag. Later ontmoette hij Binalshibh die hem ervan overtuigde door te gaan met de plannen. Op 5 augustus was hij weer in de V.S. hoewel andere bronnen aangeven dat hij op 2 augustus een pilotentest deed en daardoor de bruiloft van zijn zus misliep. Op 7 september 2001 vlogen alle vier kapers van vlucht 93 van Fort Lauderdale, Florida naar Newark International Airport met Spirit Airlines.
In de vroege ochtend van 9 september 2001 werd Jarrah in Maryland aangehouden voor te snel rijden en kreeg een bekeuring. Jarrah belde later die dag met zijn ouders om te zeggen dat hij het geld had ontvangen dat ze hem hadden gestuurd. Hij vertelde van plan te zijn hen op 22 september te bezoeken in verband met de bruiloft van zijn nicht.
Op 10 september bracht hij zijn laatste avond door met het schrijven van een brief aan Şengün met wie hij trouwplannen had gemaakt. Deze brief wordt algemeen uitgelegd als een zelfmoordbrief. De brief bereikte haar niet, ze bevond zich onder getuigenbescherming kort na de aanslagen en niemand lette op haar appartement. De brief ging onbestelbaar retour naar de Verenigde Staten waar deze werd ontdekt en aan de FBI werd overgedragen.
De brief bevatte de zinnen "Ik deed wat ik behoorde te doen" en "Je zou erg trots moeten zijn want het is een eer, je zult de resultaten zien en iedereen zal gelukkig zijn".

## Aanslagen

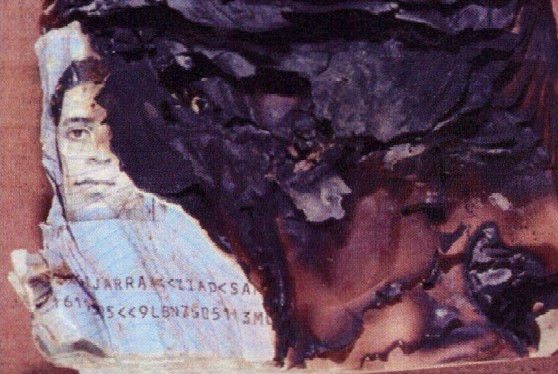
Verkoold paspoort gevonden bij het wrak van United Airlines Flight 93

Op de ochtend van de 11e september 2001 gingen Jarrah, Saeed al-Ghamdi, Ahmed al-Nami en Ahmed al-Haznawi zonder problemen aan boord van United Airlines vlucht 93 op Newark International Airport via gate A17, waar zij eerste klas reisden, dicht bij de cockpit. Wegens vertraging startte het vliegtuig om 8.41 uur, vijf minuten voordat American Airlines vlucht 11 in het World Trade Center (New York) vloog. De piloot en bemanning werden ingelicht over de eerste twee kapingen van die dag en werd gezegd alert te zijn. Enkele minuten daarna, om 9.28 uur, werd vlucht 93 ook gekaapt.
De 9/11 onderzoekscommissie verklaarde dat Jarrah de piloot was. Het transcript van de vlucht zou erop kunnen duiden dat Saeed al-Ghamdi, die ook in vluchtsimulators had getraind, de piloot of co-piloot kan zijn geweest. Er worden twee kapers gehoord die de piloot "Saeed" noemen.
De stem van de piloot werd gehoord door de luchtverkeersleiding toen hij de passagiers zei te blijven zitten. Jarrah kondigde aan: "Dames en heren, hier de captain. Ga zitten alstublieft, blijf zitten. We hebben een bom aan boord. Dus zitten." Om 9.39 uur zegt de piloot nogmaals dat iedereen moet blijven zitten en rustig blijven, er een bom aan boord is en ze teruggaan naar het vliegveld om hun eisen ...(onverstaanbaar).
Ten minste twee telefoontjes gedaan door passagiers gaven aan dat alle kapers die ze zagen rode bandana's droegen, en ook dat een van hen, vermoedelijk Ahmed al-Haznawi of Ahmed al-Nami, een doos om zijn middel had gebonden en claimde dat er een bom in zat. Passagiers waren via telefoongesprekken op de hoogte van het lot van de andere gekaapte vliegtuigen; sommigen besloten in te grijpen uit vrees dat ook hun vliegtuig als projectiel zou worden gebruikt. Een passagiersopstand dwarsboomde de plannen van de terroristen maar kon het vliegtuig niet redden. Na analyse van de flightdatarecorder op 8 augustus 2003 bleek dat een groep passagiers in de cockpit probeerde te komen. Om hen uit evenwicht te brengen rolde Jarrah het vliegtuig naar links en rechts. Toen dit niet hielp bewoog hij de neus op en neer. Jarrah stabiliseerde het vliegtuig om 10.00:03. Vijf seconden later vroeg hij: "Is dit het? Zullen we het afmaken?" Een andere kaper antwoordde: "Nee, nog niet. Als ze allemaal komen maken we het af." De voicerecorder liet het geluid horen van passagiers die een etenskarretje gebruikten om tegen de deur van de cockpit te rammen. Jarrah beëindigde de hevige bewegingen om 10:01:00 en herhaalde diverse keren de takbir. Daarna vroeg hij aan een andere kaper: "Is dit het? Ik bedoel, zullen we omlaag gaan?" De andere kaper antwoordde: "Ja, trek hem omlaag." Ondanks dat gingen de passagiers door met hun aanval en om 10.02:17 riep een mannelijke passagier: "Draai hem omhoog!" Een seconde later zei een kaper: "Breng hem omlaag, breng hem omlaag!" Om 10.02:33 riep Jarrah: "Hey! Hey! Give it to me, en herhaalde dit zes keer." Het vliegtuig stortte neer bij Shanksville, Pennsylvania om 10.03:11, 200 km van Washington, D.C. Iedereen aan boord kwam om.
Na 11 september deed Jarrahs vriendin Şengün aangifte van vermissing in Bochum waar ze toen woonde. Jarrah werd verdachte toen FBI-agenten ene "Ziad Jarrahi" op de passagierslijst vonden (de extra i is waarschijnlijk een gewone spelfout).

## Identiteitsproblemen
Er zijn beweringen geweest dat Jarrah niet een van de kapers was of niet aan boord van het vliegtuig was en dat zijn identiteit door een ander was gestolen. Daarbij wordt erop gewezen dat zijn gedrag afwijkt van het profiel van de andere kapers en dat de passagiers spraken over drie in plaats van vier kapers. Het aan het licht komen van een video-opname in oktober 2006 waarin Jarrah samen met Mohammed Atta zijn 'testament' uitspreekt, werpt grote twijfel op dergelijke beweringen. De videoboodschap werd opgenomen in januari 2000 in Osama Bin Ladens Tarnak Farms basis nabij Kandahar. In het 9/11 Commission Report gaat men ervan uit dat de passagiers eerst drie kapers naar de cockpit zagen gaan. Jarrah bleef op zijn plek zitten tot de cockpit onder hun controle was en viel dus minder op.
Kort na de aanslagen van 11 september verklaarden familie en vrienden dat Jarrah niet dezelfde "smeulende politieke haatgevoelens" of "cultureel conservatisme" liet zien als Mohammed Atta. Hij groeide niet op met een achtergrond van een vaste religieuze overtuiging en hield niet vast aan een duidelijk conservatieve levensstijl. Personeel van de vliegschool omschreef hem als "een normaal persoon". Jarrah belde zijn familie twee dagen, en zijn vriendin Aysel Sengün drie uur voor het aan boord gaan van vlucht 93. Sengün beschreef het gesprek als plezierig en normaal. Ze zei ook dat hij nooit de namen had genoemd van de andere kapers. In het telefoongesprek twee dagen voor de aanslag vertelde Jarrah zijn familie dat hij thuis zou komen voor het huwelijk van een nicht. "Het is onzin," beweerde zijn oom Jamal over de (veronderstelde) deelname van zijn neef aan de kaping. "Hij had voor de bruiloft zelfs een nieuw kostuum gekocht." Jarrahs familie in Libanon beweerde in september 2001 dat hij in dat vliegtuig een onschuldige passagier was. Zijn oom Jamal Jarrah is tegenwoordig lid van het Libanese parlement, en lid van de Future Movement, een pro-Saoedische politieke partij. Op 2 januari 2012 ontkende Jamal Jarrah in een televisie-interview de betrokkenheid van zijn neef bij de aanslagen en zinspeelde op een samenzwering.
Op 23 oktober 2001 zei John Ashcroft dat Jarrah in Hamburg een appartement had gedeeld met Mohammed Atta en Marwan al-Shehhi, hoewel Duitse autoriteiten diezelfde dag aan de Los Angeles Times berichtten dat er geen bewijs was dat de drie appartementen die Jarrah in Hamburg heeft bewoond aan de andere kapers gerelateerd konden worden. Op eerdergenoemde video-opname, waarop Atta en Jarrah samen in Afghanistan waren te zien, blijkt echter een duidelijke connectie tussen Jarrah en de andere leden van de Hamburg-cel.
De 9/11 Commissie concludeerde zonder restricties dat Jarrah een kaper van het vliegtuig was dat in Shanksville, Pennsylvania neerstortte.